# Merzhausen (Usingen)

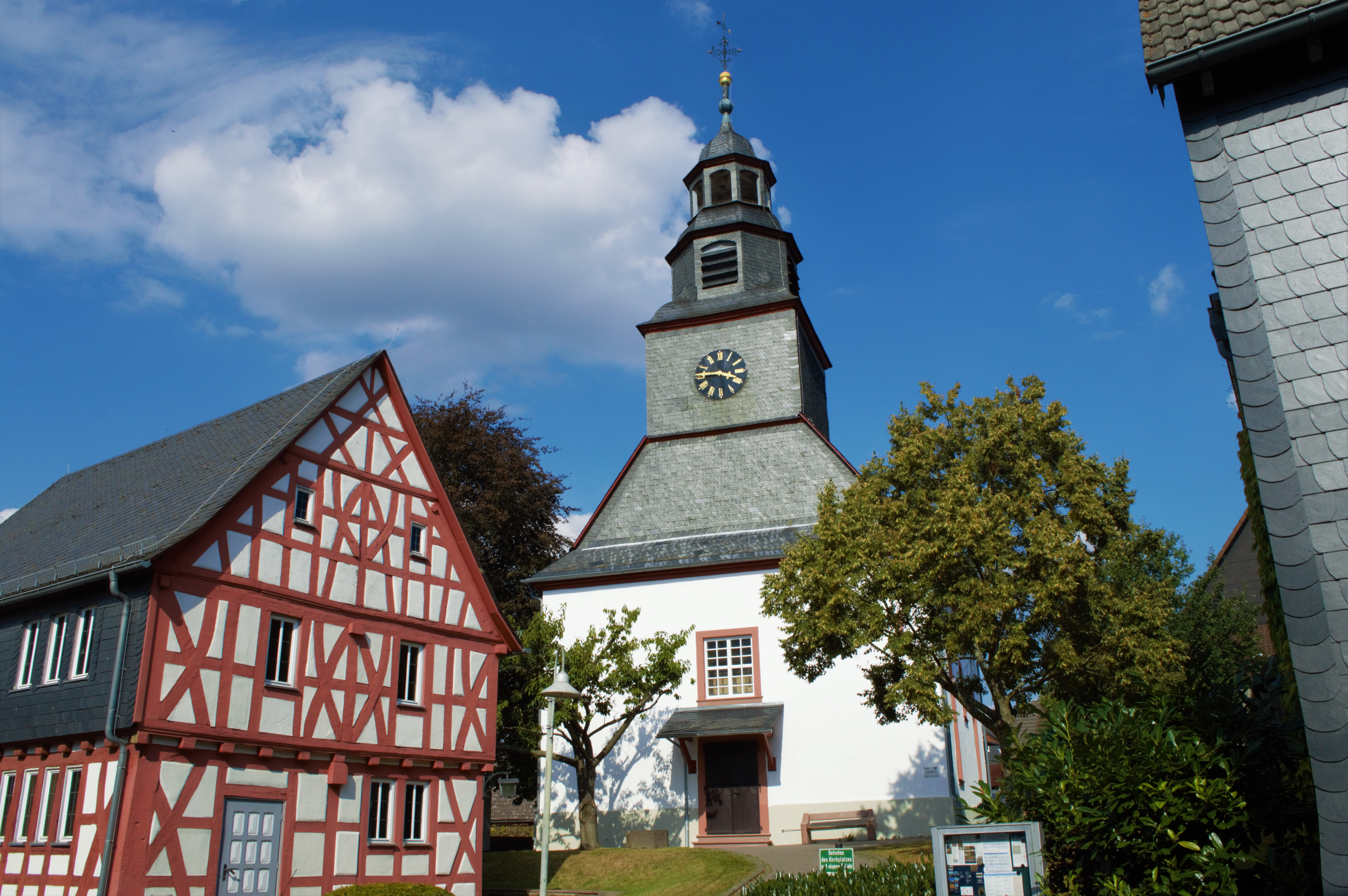
Evangelische Kirche und Altes Rathaus

Merzhausen ist ein Stadtteil von Usingen im hessischen Hochtaunuskreis.

## Geographie
Merzhausen liegt zwischen den Tälern der Weil und Usa am Nordhang des Stockberges im östlichen Hintertaunus. Der Höhenbolzen an der Westseite der evangelischen Kirche hat eine genaue Höhe von 439,575 m ü. NN. Die höchste Erhebung ist der Hirschberg mit 484,40 m ü. NN. Der tiefste Punkt in der Gemarkung ist die „Höll“ mit 350,00 m ü. NN. Die mittlere Höhe liegt bei 441 m.
Durch den Ort führt die B 275. Die heutige Bundesstraße war schon im Mittelalter ein viel genutzter Handelsweg durch den Taunus hin zum Rheingau. Südlich ist die Schanze Merzhausen gelegen.

## Geschichte

### Ortsgeschichte
Lange Zeit galt 1293 als das Jahr der urkundlichen Ersterwähnung. Neuere Untersuchungen basierend auf einer Urkunde, die Abgaben an das Kloster Altmünster in Mainz aufzählt, legen das Jahr 1120 nahe.
Der Name „Merzhausen“ leitete sich von Mertinshusen ab, wobei die erste Worthälfte auf den Heiligen Martin verweist.
Ab dem 12. Jahrhundert war Merzhausen mit seinen damals 100 bis 150 Einwohnern Gerichts- und Kirchspielort des Stockheimer Gerichts, einer kleinen Herrschaft der Familie von Stockheim, die seit 1195 bekannt ist. Sie hatte ihre Wasserburg zwischen Usingen und Merzhausen an der Stelle des heutigen Stockheimer Hofes. Im 14. Jahrhundert, geschwächt durch Familienfehden, schwand die Macht der Stockheimer und Merzhausen kam mehr und mehr unter den konkurrierenden Einfluss der Herren von Reifenberg und der Grafen von Nassau. Im Jahre 1669 erwarb dann Graf Walrad von Nassau-Usingen die Reifenberger Anteile am Stockheimer Gericht. Damit gehörte Merzhausen als Teil des Amtes Stockheim zu Nassau-Usingen. 1729 wurde das Amt Stockheim aufgelöst und dem Amt Usingen zugeordnet.
Im Zweiten Weltkrieg wurde Merzhausen stark in Mitleidenschaft gezogen. Bedingt durch den nahegelegenen  Feldflugplatz war Merzhausen Ziel alliierter Bombenangriffe am Heiligen Abend 1944. Eine weitere Zerstörung erfolgte Ostern 1945, als sich eine SS-Einheit in Merzhausen festsetzte und die Alliierten 24 Stunden das Dorf mit Artillerie beschossen.
Im Zuge der Gebietsreform in Hessen verlor die Gemeinde Merzhausen am 1. August 1972 ihre Selbständigkeit und wurde kraft Landesgesetz ein Stadtteil der Stadt Usingen. Für den Stadtteil Merzhausen wurde, wie für die anderen eingemeindeten ehemals eigenständigen Gemeinden von Usingen, ein Ortsbezirk  eingerichtet.

### Feldflugplatz Merzhausen
Der ehemalige Feldflugplatz Merzhausen, auf dessen Gelände heute die Erdfunkstelle Usingen liegt, wurde ab dem Jahr 1937 unter dem Decknamen „Schafweide“ angelegt. Die Einrichtungen, sowohl für die Technik als auch für das Personal auf dem Flugplatz, waren als landwirtschaftliche Gebäude getarnt. Der Flugplatz war Bestandteil des Führerhauptquartier Adlerhorst im ungefähr 15 km entfernten Ziegenberg. Die ersten Mannschaften bezogen ab August 1939 ihr Quartier. Seit Frühjahr 1940 waren Flugmannschaften stationiert, die Angriffe auf die Benelux-Staaten und Frankreich flogen. Von hier aus sollte auch die Operation Seelöwe geleitet werden. Danach wurde der Flugplatz erst 1944 wieder intensiv militärisch genutzt. Mit der Ardennenoffensive am Ende des Jahres wurde der Platz zum Luftstützpunkt für diese Offensive. Am nordöstlichen Rand des Flugplatzes waren im Sommer 1944 Häftlinge des örtlichen  KZ-Außenlagers  Hinzert einquartiert.

## Politik

### Ortsbeirat
Für Merzhausen besteht ein Ortsbezirk (Gebiete der ehemaligen Gemeinde Merzhausen) mit Ortsbeirat und Ortsvorsteher nach der Hessischen Gemeindeordnung.
Der Ortsbeirat besteht aus fünf Mitgliedern. Bei den Kommunalwahlen in Hessen 2021 betrug die Wahlbeteiligung zum Ortsbeirat 57,04 %. Dabei wurden gewählt: zwei Mitglieder der CDU, zwei Mitglieder der SPD und ein Mitglied des Bündnis 90/Die Grünen. Der Ortsbeirat wählte Benno Ningel (SPD) zum Ortsvorsteher.

### Wappen
Das Gemeindewappen ist als dreigeteiltes Schild gestaltet. In der Mitte befindet sich eine aufsteigende, geschweifte goldene Spitze mit schwarzem Wurzelstock, der sich auf das Niederstockheimer Gericht bezieht. Die Herren von Stockheim leiteten ihren Namen von den Ländereien her, die sie aus Waldrodungen erworben hatten. Der linke Teil des Wappens zeigt einen goldenen, rotgekrönten Pfälzer Löwen auf schwarzem Untergrund. Dieser Löwe bezieht sich auf die Kurpfalz, die lange Zeit Lehnsherr von Merzhausen war. Der rechte Teil des Wappens besteht aus weißblauen Rauten, welche auf die Familie der Wittelsbacher verweisen, die die Kurpfalz seit dem 14. Jahrhundert besaßen.

## Sehenswürdigkeiten

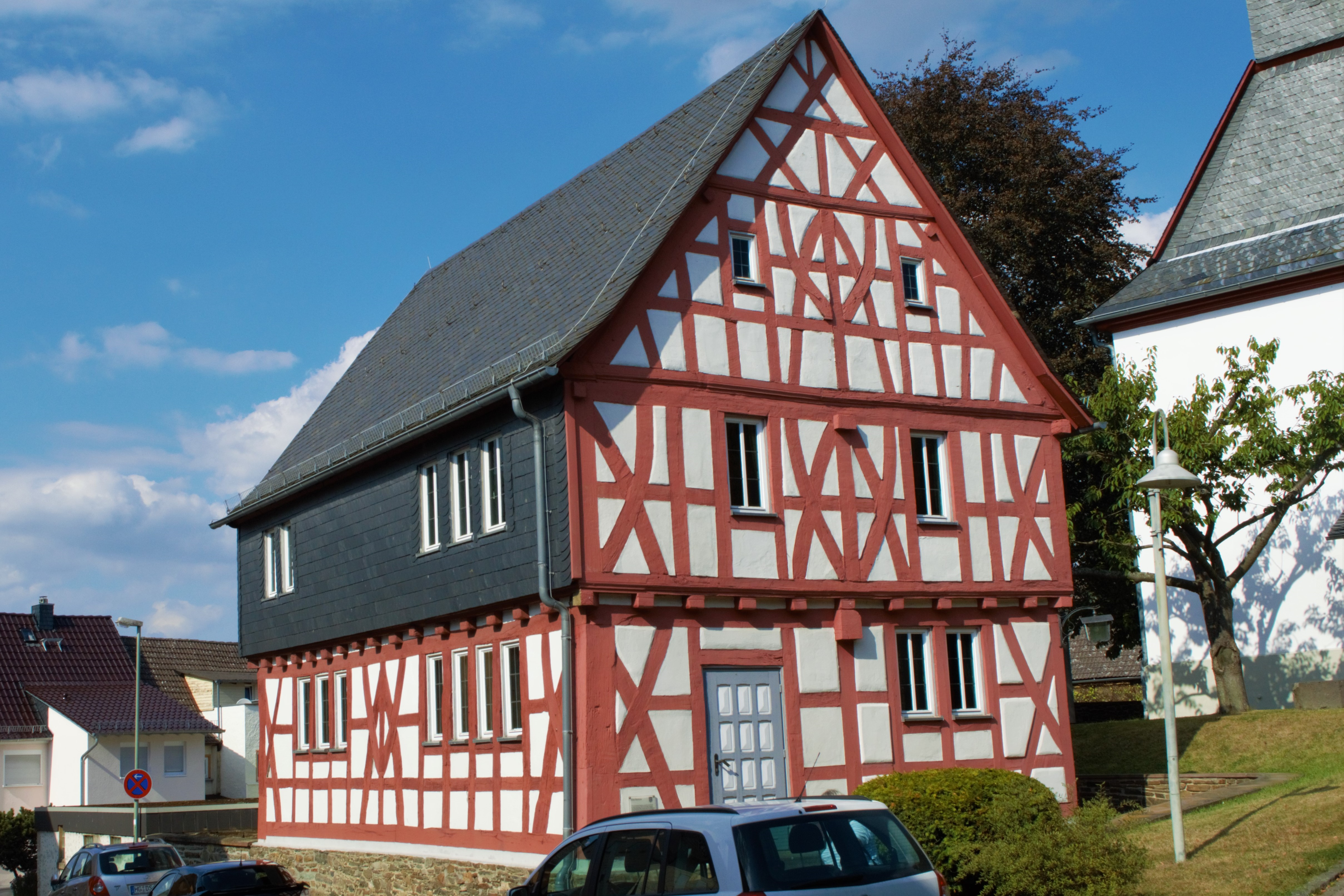
Altes Rathaus Merzhausen

### Rathaus
Das um 1530 erbaute Fachwerk-Rathaus in der Ortsmitte war bis zur Eingemeindung 1972 Sitz der Gemeindeverwaltung. Es ist ein Zeichen vergangener Gerichtsherrlichkeit des Ortes.

### Meerpfuhl

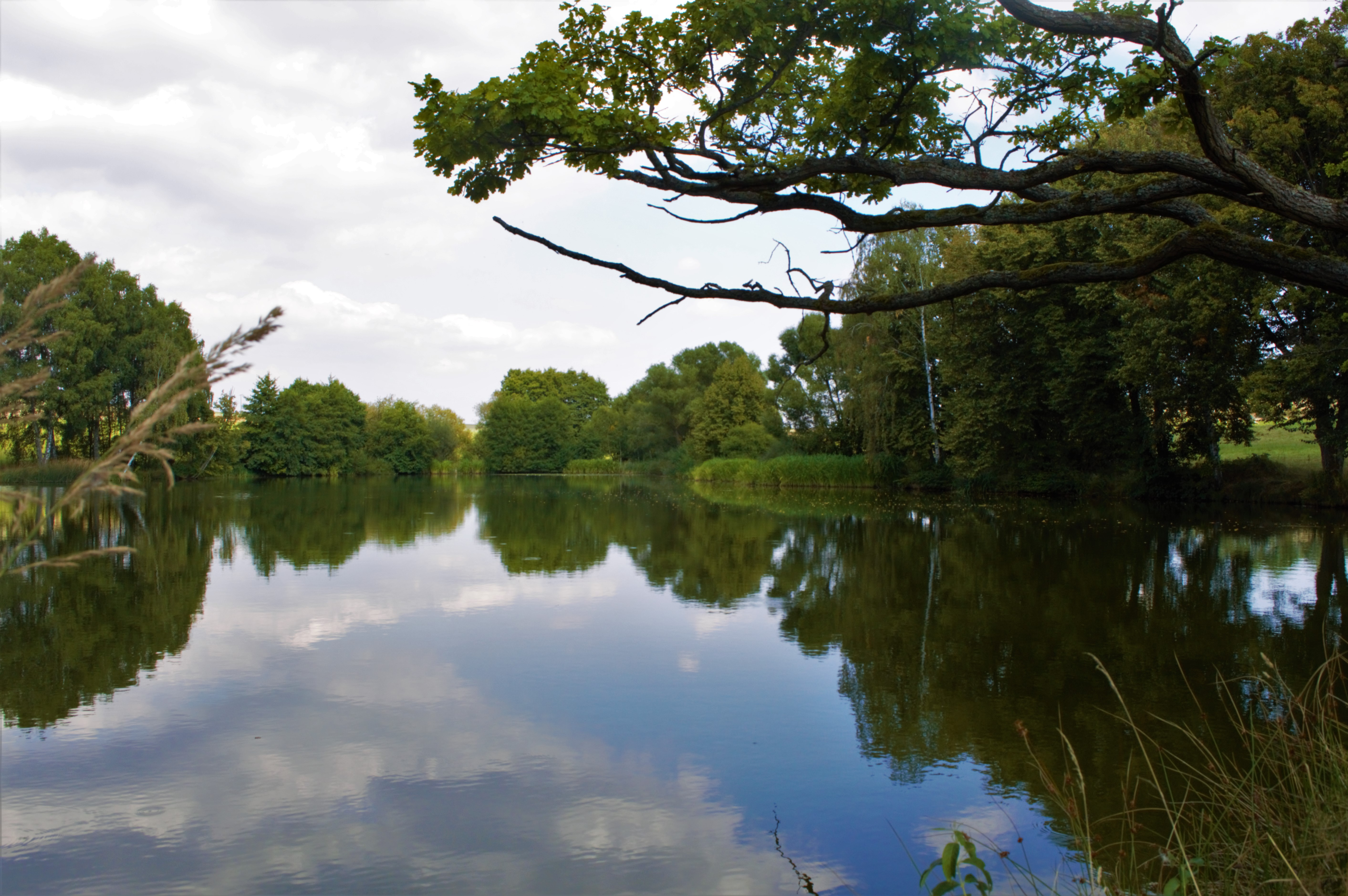
Meerpfuhl

Der Meerpfuhl ist ein künstlich angelegter Weiher, der früher der Wasserversorgung der Landsteiner Mühle im Weiltal diente und heute als Angel- und Schlittschuhrevier genutzt wird. Er ist 1,6 ha groß und wurde erstmals 1579 urkundlich als „Eger Pfuhl“ erwähnt.
Der Meerpfuhl galt als ökologisch außerordentlich bedeutsames Gewässer mit einer Vielzahl von seltenen Pflanzen und Tieren. Insbesondere galt er als einziger hessischer Standort des „Schwimmenden Froschkrautes“ (Luronium natans). Im Jahr 1977 wurde jedoch das Ökosystem durch den Versuch des Fischereivereins, die Verkrautung des Weihers zu reduzieren, zerstört. Verwendet wurde das (heute verbotene) Herbizid „Gramoxone“. Die Wirkung dieses Pflanzengiftes ging jedoch über das Erwünschte weit hinaus und schädigte die gesamte Pflanzenwelt des Weihers nachhaltig. Auch wenn im Laufe der Jahre umfangreiche Schutzmaßnahmen vorgenommen wurden, ist die alte Vielfalt nicht wieder erreicht.

## Wirtschaft und Infrastruktur

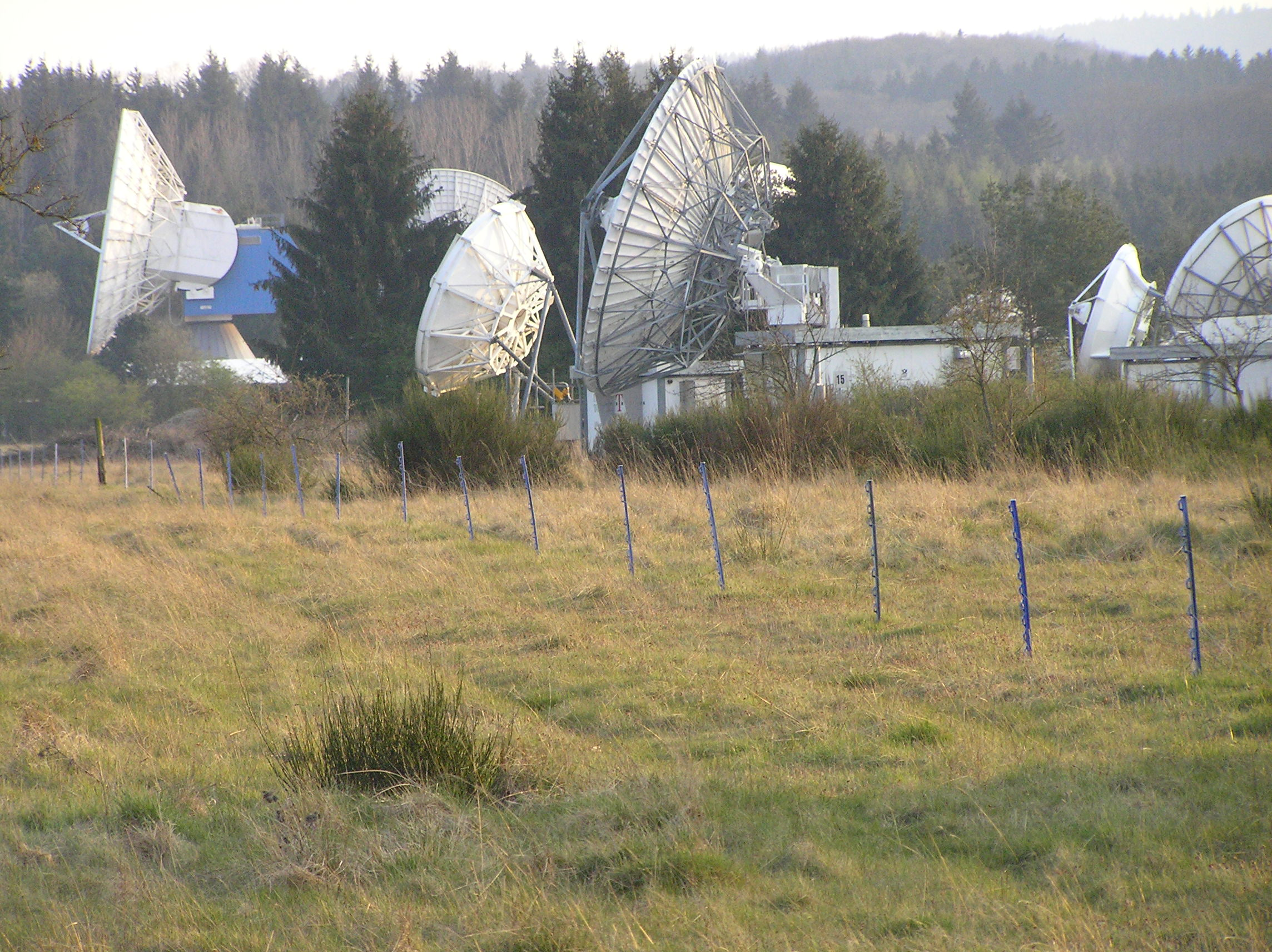
Erdfunkstelle

Während die Bewohner in früherer Zeit überwiegend von der Landwirtschaft lebten, sind heute die meisten Einwohner Pendler und haben ihren Arbeitsplatz im Vordertaunus oder im Frankfurter Raum.

### Bürgerhaus
Die „Rauschpennhalle“ dient sowohl als Sporthalle als auch als Bürgerhaus. Neben dem Parkplatz für Hallenbesucher befindet sich auch einer für Wanderer, da hier mehrere markierte Wanderwege vorbeiführen.

### Erdfunkstelle
Unterhalb von Merzhausen liegt, auf dem Gebiet der Stadt Neu-Anspach, die Erdfunkstelle Usingen, eine Anlage der Media Broadcast Satellite mit über 100 Antennen.

## Persönlichkeiten
Söhne und Töchter des Stadtteils
- Christian Ferdinand Nöll (1721–1771), evangelischer Pfarrer und Lieddichter
- Ulrich Kirsch (* 1951), Oberst des Heeres, Bundesvorsitzender des Deutschen Bundeswehrverbandes